# Zuidwolde
Zuidwolde è una località e un'ex-municipalità dei Paesi Bassi situata nella provincia di Drenthe. Soppressa il 1º gennaio 1998, il suo territorio, è andato a costituire, insieme al territorio delle ex-municipalità di Ruinerwold e De Wijk e a parte del territorio di Ruinen, la municipalità di De Wolden, nel quale è entrato a far parte anche il centro abitato divenendone il capoluogo, e in parte incorporato in quello della municipalità di Hoogeveen.